# Dolichoderus laminatus
Dolichoderus laminatus är en myrart som först beskrevs av Mayr 1870.  Dolichoderus laminatus ingår i släktet Dolichoderus och familjen myror. Inga underarter finns listade i Catalogue of Life.